# پرواز شماره ۳۰۰ ایر ایندیا
پرواز شماره ۳۰۰ ایر ایندیا (به انگلیسی: Air-India Flight 300) یک پرواز شرکت ایر ایندیا از بمبئی، هند به مقصد جاکارتا، اندونزی بود که در آن ۱۱ مسافر و ۸ خدمه حضور داشتند، در تاریخ ۱۱ آوریل ۱۹۵۵ در ناتونا دچار سانحه شد و ۱۶ نفر جان باختند.